# Lifestyles of the Laptop Café
Pour les articles homonymes, voir Lifestyle.
Albums de The Other People Place
The Opening Of The Cerebral Gate
(Drexciya Storm #2)) Hypothetical Situations
(Drexciya Storm #4))
Lifestyles Of The Laptop Café est l'unique album studio de James Stinson, paru le 3 septembre 2001 sur le label Warp Records. L'album a été publié sous le pseudonyme The Other People Place. L'identité de Stinson, l'un des membres du duo Drexciya, comme compositeur de l'album, n'a été confirmée qu'après sa mort, en 2002,.
L'album est réédité au format vinyle le 10 février 2017, à la suite d'une pétition en ligne, réclamant « qu'une autre génération puisse profiter [de l'album], à un prix juste ».

## Titres
| No | Titre                    | Durée |
| -- | ------------------------ | ----- |
| 1. | Eye Contact              | 5:30  |
| 2. | It's Your Love           | 7:31  |
| 3. | Moonlight Rendezvous     | 7:07  |
| 4. | You Said You Want Me     | 4:23  |
| 5. | Let Me Be Me             | 7:46  |
| 6. | Running From Love        | 5:50  |
| 7. | Lifestyles Of The Casual | 5:29  |
| 8. | Sunrays                  | 8:15  |